# Артёмовка (Днепропетровская область)
Артёмовка (укр. Артемівка) — село,
Николаевский сельский совет,
Васильковский район,
Днепропетровская область,
Украина.
Код КОАТУУ — 1220786602. Население по переписи 2001 года составляло 197 человек.

## Географическое положение
Село Артёмовка находится на расстоянии в 2,5 км от села Краснощёково и в 3-х км от села Дубовики.
По селу протекает пересыхающий ручей с запрудой.